# Caá Catí
Caá Catí é um cidade da Argentina, localizada na província de Corrientes. É a capital do departamento de General Paz.